# Гордин, Яков Аркадьевич
Я́ков Арка́дьевич Го́рдин (род. 23 декабря 1935, Ленинград) — советский и российский писатель, публицист и прозаик, главный редактор журнала «Звезда» (с 1991 года совместно с А. Ю. Арьевым).

## Семья и детство
Сын литературоведа Аркадия Моисеевича Гордина и писательницы Марианны Яковлевны Басиной. Прадед, учитель казённой начальной еврейской школы Аншель Якерович (Мойше-Якерович) Ивантер (1844 — после 1915), был потомственным почётным гражданином г. Вильно. Дед, Моисей Гаврилович Гордин (родом из Режицы), был лесопромышленником и купцом первой гильдии в Пскове. Дядя, инженер Арнольд Моисеевич Гордин (1903—1975), был активистом левой оппозиции и политзаключённым. Другой дядя, Владимир Моисеевич Гордин (1906—?), также участник левой оппозиции, был арестован в 1933 году, впоследствии расстрелян. Однако самый старший дядя — Александр Моисеевич Гордин, экономист, автор публикаций по вопросам налогообложения — был заместителем наркома финансов СССР.
Брат Михаил Аркадьевич Гордин (1941—2018) — литературовед, историк, специалист по творчеству И. А. Крылова, драматурга В. А. Озерова и др. (ряд книг написан в соавторстве с Я. А. Гординым). Яков Гордин женат на переводчице Наталии Рахмановой. Сын — Алексей Гордин (род. 1963).
В школе учился неусердно, но много читал, увлекался философией Ницше, Пшибышевского, Д’Аннунцио, романом Антоновской «Великий Моурави», героями Джека Лондона, был далек от политики, мечтал стать зоологом и жить в лесу. В 10-м классе, под влиянием исторических романов Яна, начал писать роман о Тамерлане, от которого остались отдельные наброски.

## Жизнь и творчество
В 1954 окончил школу, осенью добровольно явился в военкомат; отправляясь в армию, взял с собой «Логику» Аристотеля: гармоничное сочетание интеллектуализма и физических возможностей казалось ему «единственно достойным».
С 1954 по 1955 служил в Ванинском порту на Дальнем Востоке курсантом полковой школы в отдельном стрелковом полку в/ч 01106, строевой части с «жестокой муштрой, мощными физическими нагрузками и непререкаемым авторитетом командиров». По окончании полковой школы направлен во вновь формирующийся инженерно-саперный полк. Был комсоргом роты саперов-мостостроителей и командиром отделения. Полк постоянно перебрасывали, и Гордин демобилизовался в 1956 уже из-под Иркутска. Считает армейский опыт важнейшим как для будущих занятий русской историей, так и для становления собственной личности.
Учился на филологическом факультете Ленинградского университета, не окончил. Окончив курсы техников-геофизиков при НИИ геологии Арктики, пять лет работал в геологии, участвовал в экспедиции в Верхоянье (Северная Якутия).
Первые публикации стихов в альманахах «Молодой Ленинград» 1964 и 1965 гг. Первая критическая статья Гордина «О стихе живом и мертвом» в альманахе «Молодой Ленинград» 1965 года. В 1972 году издана книга стихов «Пространство». С 1967 года публиковал критические статьи в журналах «Новый мир», «Вопросы литературы», «Звезда», «Нева», в «Литературной газете» и других периодических изданиях".
В 1968 году подписал письмо в поддержку Синявского и Даниэля, потом подписал письмо протеста по поводу процесса Гинзбурга и Галанскова. После этого определённое время его произведения не печатали, он был вынужден публиковать их под именами своих друзей.
Основным жанром творчества Гордина с середины 1970-х гг. (книга «День 14 декабря» вышла в 1973 г.) является историческая беллетристика с прочной документальной основой, а также эссеистика на исторические темы.
В 2004 году стал автором и ведущим 12-серийного документального телевизионного цикла о поединках русских дворян «Есть упоение в бою» на телеканале «Культура».
В 2001 году подписал письмо в защиту телеканала НТВ.
Книги Якова Гордина переведены на испанский, турецкий, украинский, французский языки.

## Рецензии
Филолог, литературовед, литературный критик и историк культуры
А. Л. Зорин о книге Я. Гордина «Мистики и охранители. Миф о масонском заговоре.» (СПб, 1999)

 «Логика и механика возникновения, становления и распространения социальных психозов ещё далеко недостаточно исследована нашей исторической наукой. Я.Гордин обращающийся к истории мифа о всемирном масонском заговоре, ликвидирует исключительно важный пробел — актуальность этой тематики для современного российского общественного сознания также более, чем очевидна.

Для своего анализа Я.Гордин использует первоклассные архивные документы, в значительной степени впервые вводимые им в научный оборот».
Профессор, кандидат филологических наук А. В. Коротков о книге «Дороги, которые мы выбираем Или бег по кругу. От Петра I Романова до Бориса Ельцина» (СПб, 2006)

 «Главное достоинство книги Гордина — взвешенная и твердая позиция ученого-историка, не подверствующегося под политическую коньюнктуру и не опирающегося в работе на политические мифы. Прогнозы и оценки Гордина, даже давние, сбылись с той точностью, которая предельна для социально-политической прогностики. (…)
Книга Я. Гордина показывает, что в политической истории России повторяются не явления, а сущности».
А. С. Немзер, историк литературы, литературный критик, профессор Высшей школы экономики о книге «Алексей Ермолов. Солдат и его империя» (СПб, 2012)

 «Важна позиция Гордина. Важна его долгая, строящая книгу за книгой мысль. Его духовная широта, страхующая от дурной завороженности даже любимыми идеями и героями, раздвигающая смысловые горизонты далеко за рамки конкретного сюжета и настойчиво предлагающая соотнесение разных гординских книг.(…) Поэтому так весомо (и не только для автора) посвящение фундаментального труда о Ермолове памяти Юрия Давыдова, Юрия Овсянникова, Станислава Рассадина, Андрея Тартаковского, Натана Эйдельмана». 
Н. Н. Подосокорский, кандидат филологических наук, историк культуры, старший научный сотрудник Научно-исследовательского центра «Ф. М. Достоевский и мировая культура» ИМЛИ РАН о книге «Царь и Бог. Петр Великий и его утопия».

 «Яков Гордин умеет мастерски создавать историко-литературные полотна, знакомство с которыми всегда полезно уму и сердцу». 

## Критика
Историк и писатель, пушкинист Н. Я. Эйдельман опубликовал рецензию на первое издание книги Гордина «События и люди 14 декабря», где, в частности, заявил: «Работа Я. А. Гордина представляется новаторским исследованием. Она насыщена важными фактами и наблюдениями. предлагает продуманную, остроумную модель событий, открывает перспективы новых интересных изысканий о первом революционном восстании в России».
Историк-декабристовед Владимир Фёдоров в монографии «Декабристы и их время» называет Гордина «писателем» и отмечает, что его книга «Мятеж реформаторов» содержит «ряд спорных положений». Историк, специалист по XVIII веку Александр Каменский в монографии «От Петра I до Павла I: реформы в России XVIII века» называет Гордина «литератором» и считает, что его книга «Меж рабством и свободой» наполнена «острополемическими и часто недоказанными утверждениями».

## Книги
- Пространство. Книга стихов. — Л: Советский писатель, 1972.
- Пусть каждый исполнит свой долг. — М: Детская литература, 1979.
- Театр Ивана Крылова. (совместно с М. Гординым). — Л: Искусство, 1983.
- Три войны Бенито Хуареса. — М.: Политиздат, 1985.
- События и люди 14 декабря. — М.: Советская Россия, 1985.
- Право на поединок: Роман в документах и рассуждениях. — Л.: Советский писатель, 1989.
- Мятеж реформаторов. — Л.: Лениздат, 1989.
- Лев Толстой и русская история. — Нью-Йорк: Эрмитаж, 1992.
- Русская дуэль. — СПб.: Петрополь, 1993.
- Дуэли и дуэлянты: Панорама столичной жизни. — СПб.: Пушкинский фонд, 1996.
- Мистики и охранители. Дело о масонском заговоре. — СПб.: Пушкинский фонд, 1999
- Памяти птицы. Книга стихов. — СПб.: Пушкинский фонд, 1999
- Кавказ: земля и кровь. Россия в Кавказской войне XIX века. — СПб.: Журнал «Звезда», 2000.
- Перекличка во мраке. Иосиф Бродский и его собеседники. — СПб.: Пушкинский фонд, 2000. ISBN 5-89803-052-2.
- Кавказская Атлантида. 300 лет войны, Время, 2001.
- Крестный путь победителей. — СПб.: Пушкинский фонд, 2003.
- В сторону Стикса. Большой некролог. — М.: Новое литературное обозрение, 2005.
- Меж рабством и свободой: 19 января — 25 февраля 1730 года: Русский дворянин перед лицом истории. — СПб.: Издательство Пушкинского фонда, 2005.
- Охота на оборотня. Повести, пьеса — СПб.: Издательство журнала «Звезда», 2006. ISBN 5-94214-078-2
- Дороги, которые мы выбираем, или Бег по кругу. От Петра 1 Романова до Бориса Ельцина. — СПб.: Издательство журнала «Нестор», 2006. ISBN 5-94214-078-2
- История великой утопии. Мысль и судьба Льва Толстого. — СПб.: Издательство журнала «Звезда», 2008. ISBN 5-7439-0119-7
- Рыцарь и смерть, или Жизнь как замысел: О судьбе Иосифа Бродского, Время, 2010.
- Ермолов. — М.: Молодая гвардия, 2012. — (Жизнь замечательных людей). — ISBN 978-5-235-03538-6.
- Русская дуэль. Философия, идеология, практика. — СПб.: Вита Нова, 2014. ISBN 978-5-6045928-0-9
- Алексей Ермолов. Солдат и его империя. — СПб.: Вита Нова, 2012. — ISBN 978-5-93898-405-9.
- Николай I без ретуши. Документы с комментариями. — СПб.: Амфора, 2013. ISBN 978-5-367-02625-2
- Моя армия. — М.: НЛО, 2020. — ISBN 978-5-4448-1180-1.
- Русский человек и Кавказ. 300 лет войны и мира. — СПб.: ИГ Лениздат, 2021. ISBN 978-5-6045044-8-2
- Декабристы. Мятеж реформаторов. Изд-во дополненное и исправленное. СПб.: Лениздат, 2023. ISBN 978-5-6045044-7-5
- Царь и Бог. Петр Великий и его утопия. — СПб.: Вита Нова, 2024. ISBN 978-5-93898-824-8
- Пушкин. Бродский. Империя и судьба. 2 т. — М.: Время, 2024. ISBN 978-5-9691-2467-7

## Признание
- Почётный диплом Законодательного Собрания Санкт-Петербурга (7 сентября 2005 года) — за выдающийся личный вклад в развитие культуры и литературы в Санкт-Петербурге и в связи с 70-летием со дня рождения[18].
- Книги Гордина были удостоены премии «Северная Пальмира» (2000) и Царскосельской художественной премии (2001).
- Действительный член (академик) Адыгской (Черкесской) международной академии наук (с 2011)[19]
- Лауреат Профессионального конкурса журналистов Санкт-Петербурга и Ленинградской области «ЗОЛОТОЕ ПЕРО» в номинации «За вклад в развитие журналистики» (2018)[20]
- Лауреат ежегодной книгоиздательской премии «Книжный червь» (2019)[21]
- Царскосельская художественная премия (2023)[22].
- Премия имени Д. С. Лихачёва (2024).
- Почетный профессор Русской христианской гуманитарной академии им. Ф. М. Достоевского (с 2024).[23]